# Haemogregarina sachai
Haemogregarina sachai is een soort in de taxonomische indeling van de Myzozoa, een stam van microscopische parasitaire dieren. Het organisme komt uit het geslacht Haemogregarina en behoort tot de familie Haemogregarinidae. Haemogregarina sachai werd in 1978 ontdekt door Kirmse.